# Choeroichthys cinctus
Choeroichthys cinctus är en fiskart som beskrevs av Dawson 1976. Choeroichthys cinctus ingår i släktet Choeroichthys och familjen kantnålsfiskar. Inga underarter finns listade i Catalogue of Life.